# بني مكين (أسلم)

تعديل مصدري - تعديل

بني مكين هي إحدى قرى عزلة أسلم الشام بمديرية أسلم التابعة لمحافظة حجة، بلغ تعداد سكانها 118 نسمة حسب تعداد اليمن لعام 2004.